# Oscaruddelingen 1969
Oscaruddelingen 1969 var den 41. oscaruddeling, hvor de bedste film fra 1968 blev hædret af Academy of Motion Picture Arts and Sciences. Uddelingen blev afholdt 14. april 1969 i Dorothy Chandler Pavilion i Los Angeles, Californien, USA. For første gang siden Oscaruddelingen 1939 var der ingen vært.

## Priser
Vinderne står øverst i fed skrift.
| Bedste film | Bedste instruktør |
| --- | --- |
| - Oliver! – John Woolf - Funny Girl – Ray Stark - Løve ved vintertide – Joseph E. Levine, Jane C. Nusbaum, og Martin Poll - Rachel - En jomfru på 35 – Paul Newman - Romeo og Julie – John Brabourne og Anthony Havelock-Allan | - Carol Reed – Oliver! - Stanley Kubrick – Rumrejsen år 2001 - Gillo Pontecorvo – Slaget om Algier - Anthony Harvey – Løve ved vintertide - Franco Zeffirelli – Romeo og Julie |
| Bedste mandlige hovedrolle | Bedste kvindelige hovedrolle |
| - Cliff Robertson – Charly som Charlie Gordon - Alan Arkin – Hjertet er en ensom vandrer som John Singer - Alan Bates – Jøden fra Kiev som Yakov Bok - Ron Moody – Oliver! som Fagin - Peter O'Toole – Løve ved vintertide som Henrik II af England | - Katharine Hepburn – Løve ved vintertide som Eleonore af Aquitaine - Barbra Streisand – Funny Girl som Fanny Brice - Patricia Neal – Tolv røde roser som Nettie Cleary - Vanessa Redgrave – Isadora som Isadora Duncan - Joanne Woodward – Rachel - En jomfru på 35 som Rachel Cameron                                            |
| Bedste mandlige birolle | Bedste kvindelige birolle |
| - Jack Albertson – Tolv røde roser som John Cleary - Seymour Cassel – Ansigter som Chet - Daniel Massey – Star! som Noël Coward - Jack Wild – Oliver! som Jack Dawkins - Gene Wilder – Forår for Hitler som Leo Bloom | - Ruth Gordon – Rosemary's Baby som Minnie Castevet - Lynn Carlin – Ansigter som Maria Frost - Sondra Locke – Hjertet er en ensom vandrer som Mick Kelly - Kay Medford – Funny Girl som Rose Stern Borach - Estelle Parsons – Rachel - En jomfru på 35 som Calla Mackie                                                            |
| Bedste Originale Manuskript | Bedste Filmatisering |
| - Forår for Hitler – Mel Brooks - Rumrejsen år 2001 – Stanley Kubrick og Arthur C. Clarke - Slaget om Algier – Franco Solinas og Gillo Pontecorvo - Ansigter – John Cassavetes - Varme millioner – Ira Wallach og Peter Ustinov | - Løve ved vintertide – James Goldman - Hvem støver af? – Neil Simon - Oliver! – Vernon Harris - Rosemary's Baby – Roman Polanski - Rachel - En jomfru på 35 – Stewart Stern |
| Bedste dokumentarfilm | Bedste kortdokumentar |
| - Journey into Self – Bill McGaw, Western Behavioral Sciences Institute - A Few Notes on Our Food Problem – U.S. Information Agency - The Legendary Champions – William Cayton - Other Voices – David H. Sawyer - Young Americans – Robert Cohn og Alex Grasshoff | - Why Man Creates – Saul Bass - The House That Ananda Built – Films Division, Government of India - The Revolving Door – Vision Associates Production for American Foundation Institute of Corrections - A Space to Grow – Office of Economic Opportunity for Project Upward Bound - A Way Out of the Wilderness – Dan E. Weisburd |
| Bedste kortfilm | Bedste Korte Animationsfilm |
| - Robert Kennedy Remembered – Guggenheim Productions - The Dove – Coe-Davis Ltd. - Duo – National Film Board of Canada - Prelude – Prelude Co. | - Ole Brumm og uværsdagen – Walt Disney (posthum) - The House That Jack Built – National Film Board of Canada - The Magic Pear Tree – Murakami-Wolf Films - Windy Day – Hubley Studios |
| Bedste Originale Musik | Bedste Bearbejdede Musik |
| - Løve ved vintertide – John Barry - Ræven – Lalo Schifrin - Abernes planet – Jerry Goldsmith - Fiskerens sko – Alex North - Thomas Crown og Co – Michel Legrand | - Oliver! – John Green - Regnbuedalen – Ray Heindorf - Funny Girl – Walter Scharf - Star! – Lennie Hayton - Pigerne fra Rochefort – Michel Legrand og Jacques Demy |
| Bedste sang | Bedste lyd |
| - "The Windmills of Your Mind" fra Thomas Crown og Co – Michel Legrand, Alan Bergman og Marilyn Bergman - "Chitty Chitty Bang Bang" fra Chitty Chitty Bang Bang – Richard M. Sherman og Robert B. Sherman - "For Love of Ivy" fra En mand til Ivy – Quincy Jones og Bob Russell - "Funny Girl" fra Funny Girl – Jule Styne og Bob Merrill - "Star!" fra Star! – Jimmy Van Heusen og Sammy Cahn | - Oliver! – Shepperton Studios lydavdeling - Bullitt – Warner Bros.-Seven Arts Studios lydavdeling - Regnbuedalen – Warner Bros.-Seven Arts Studios lydavdeling - Funny Girl – Columbias lydavdeling - Star! – Twentieth Century-Foxs lydavdeling                                                                                  |
| Bedste udenlandske film | Bedste kostumer |
| - Krig og fred – Sovjetunionen - Drengekrigen – Ungarn - Brandmænd i fyr og flamme – Tjekkoslovakiet - La ragazza con la pistola – Italien - Stjålne kys – Frankrig | - Romeo og Julie – Danilo Donati - Løve ved vintertide – Margaret Furse - Oliver! – Phyllis Dalton - Abernes planet – Morton Haack - Star! – Donald Brooks |
| Bedste scenografi | Bedste fotografering |
| - Oliver! – John Box, Terence Marsh, Vernon Dixon og Ken Muggleston - Rumrejsen år 2001 – Anthony Masters, Harry Lange og Ernie Archer - Fiskerens sko – George W. Davis og Edward Carfagno - Star! – Boris Leven, Walter M. Scott og Howard Bristol - Krig og fred – Mikhail Bogdanov, Gennadij Mjasnikov, G. Kosjelev og V. Uvarov                                                           | - Romeo og Julie – Pasqualino De Santis - Funny Girl – Harry Stradling - S.O.S. Nordpolen – Daniel L. Fapp - Oliver! – Oswald Morris - Star! – Ernest Laszlo |
| Bedste klipning | Bedste visuelle effekter |
| - Bullitt – Frank P. Keller - Funny Girl – Robert Swink, Maury Winetrobe, og William Sands - Hvem støver af? – Frank Bracht - Oliver! – Ralph Kemplen - De unge ta'r magten – Fred Feitshans og Eve Newman | - Rumrejsen år 2001 – Stanley Kubrick - S.O.S. Nordpolen – Hal Millar og J. McMillan Johnson |